# Çatalsöğüt, Oltu
Çatalsöğüt là một xã thuộc huyện Oltu, tỉnh Erzurum, Thổ Nhĩ Kỳ. Dân số thời điểm năm 2011 là 68 người.